# جالب إنرجيا
 جالب انيرجيا (SGPS) هي شركة برتغالية تتكون من أكثر من 100 شركة تعمل في أنشطة مثل الغاز الطبيعي و توريده واعادته والنقل والتخزين والتوزيع؛ استكشاف المنتجات البترولية وإنتاجها وتكريرها والتجارة واللوجستيات وتجارة التجزئة ؛ التوليد المشترك والطاقة المتجددة . أسهمها أدرجت جزئيا على يورونكست في بورصة لشبونة في النصف الثاني من عام 2006.

## وصلات خارجية
- الموقع الرسمي